# Óscar Ruiz
Óscar Julián Ruiz Acosta, född 1 november 1969 är en Colombiansk fotbollsdomare som bland annat dömt i fotbolls-VM 2002 och 2006.

Matcher i VM 2002 som huvuddomare:
- Turkiet - Kina (gruppspel)
- Sydkorea - Polen (gruppspel)
- Senegal - Turkiet (kvartsfinal)

Matcher i VM 2006 som huvuddomare:
- Nederländerna - Elfenbenskusten (gruppspel)